# Agent 47
Agent 47 – protagonista i antybohater serii gier komputerowych Hitman produkowanych przez duńskie studio IO Interactive (IOI) i publikowanych najpierw przez Eidos Interactive, a potem przez Warner Bros. Interactive Entertainment. Pojawił się we wszystkich grach z serii, w komiksach publikowanych przez wydawnictwo Dynamite Entertainment, w dwóch powieściach oraz w dwóch filmach aktorskich.
Agent 47 jest płatnym zabójcą związanym z tajną międzynarodową agencją International Contract Agency (ICA). Został stworzony 9 maja 1964 przez rumuńskiego naukowca, doktora Ort-Meyera, jako pierwszy egzemplarz z czwartej serii klonów. Powstał z DNA pięciu różnych zabójców różnej narodowości. On i inne klony mieli bezwarunkowo służyć osobom, do których ich przydzielano, jako idealni żołnierze, posiadający wyjątkową inteligencję i nadludzką sprawność fizyczną. Agent 47 wymknął się jednak spod kontroli.

## Projekt i tworzenie
Współzałożyciel IO Interactive oraz główny projektant gry Hitman: Codename 47 (pierwszej z serii Hitman) Jacob Andersen powiedział w wywiadzie, że jednym z pierwszych poważnie branych pod uwagę projektów postaci Agenta 47 był stary kudłaty mężczyzna wyglądający na wrednego. Na pewnym etapie tworzenia Agentowi planowano dać też dziwne zaawansowane technologicznie okulary. W 2016 dyrektor generalny IO Interactive Hakan Abrak powiedział, że twórcy ostatecznie zdecydowali, że Agent 47 będzie łysy, ponieważ przed 2001 włosy były zbyt trudne do zrobienia na komputerze i nie wyglądały dobrze.
David Bateson, który podkładał głos Agentowi 47 w grach komputerowych od pierwszej części, uważa, że wygląd Agenta 47 mógł być wzorowany na jego twarzy i z każdą kolejną grą postać stawała się coraz bardziej do niego podobna. W późniejszych odsłonach twarz Batesona była przechwytywana na potrzeby gry i postaci techniką przechwytywania ruchu. 

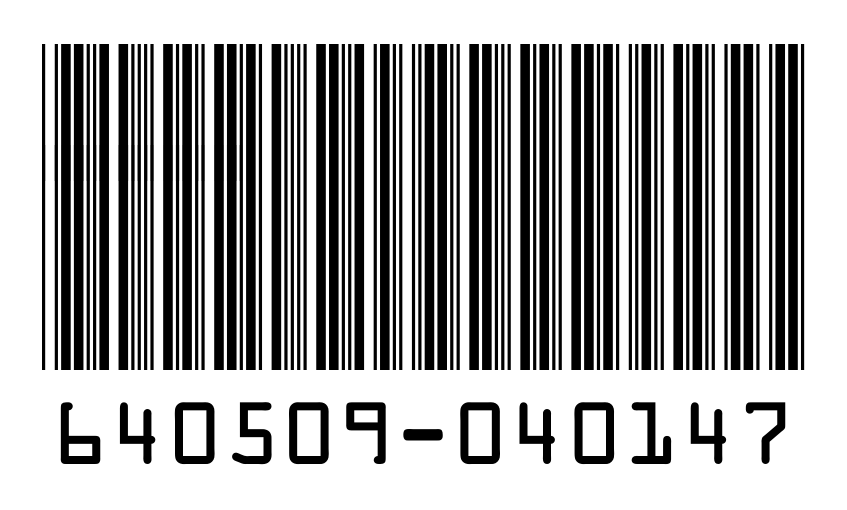
Kod kreskowy Agenta 47

Od pierwszej gry z serii Hitman Agent 47 jest białym mężczyzną średniego wzrostu. Nie posiada włosów na głowie, ani zarostu na twarzy. Charakterystycznym dla niego strojem jest czarny garnitur, skórzane rękawiczki, biała koszula i czerwony krawat.
Na potylicy Agenta znajduje się kod kreskowy 640509-040147. W książce Hitman: Potępienie zostało wyjaśnione, że kod należy rozumieć w następujący sposób: 64-05-09 to data stworzenia (9 maja 1964), 04 to numer serii, w tym przypadku IV, 01 oznacza, że Agent 47 jest pierwszym egzemplarzem z tej serii, a 47 oznacza, że jest on łącznie czterdziestym siódmym klonem. Agent odcina sobie kod w grze Hitman: Rozgrzeszenie, ale odzyskuje go w Hitmanie z 2016.
Jacob Andersen zapytany w 2002 o osobowość Agenta 47 odpowiedział Jaka osobowość? To zimny wyrachowany morderca.

## Wystąpienia

### Główna seria gier

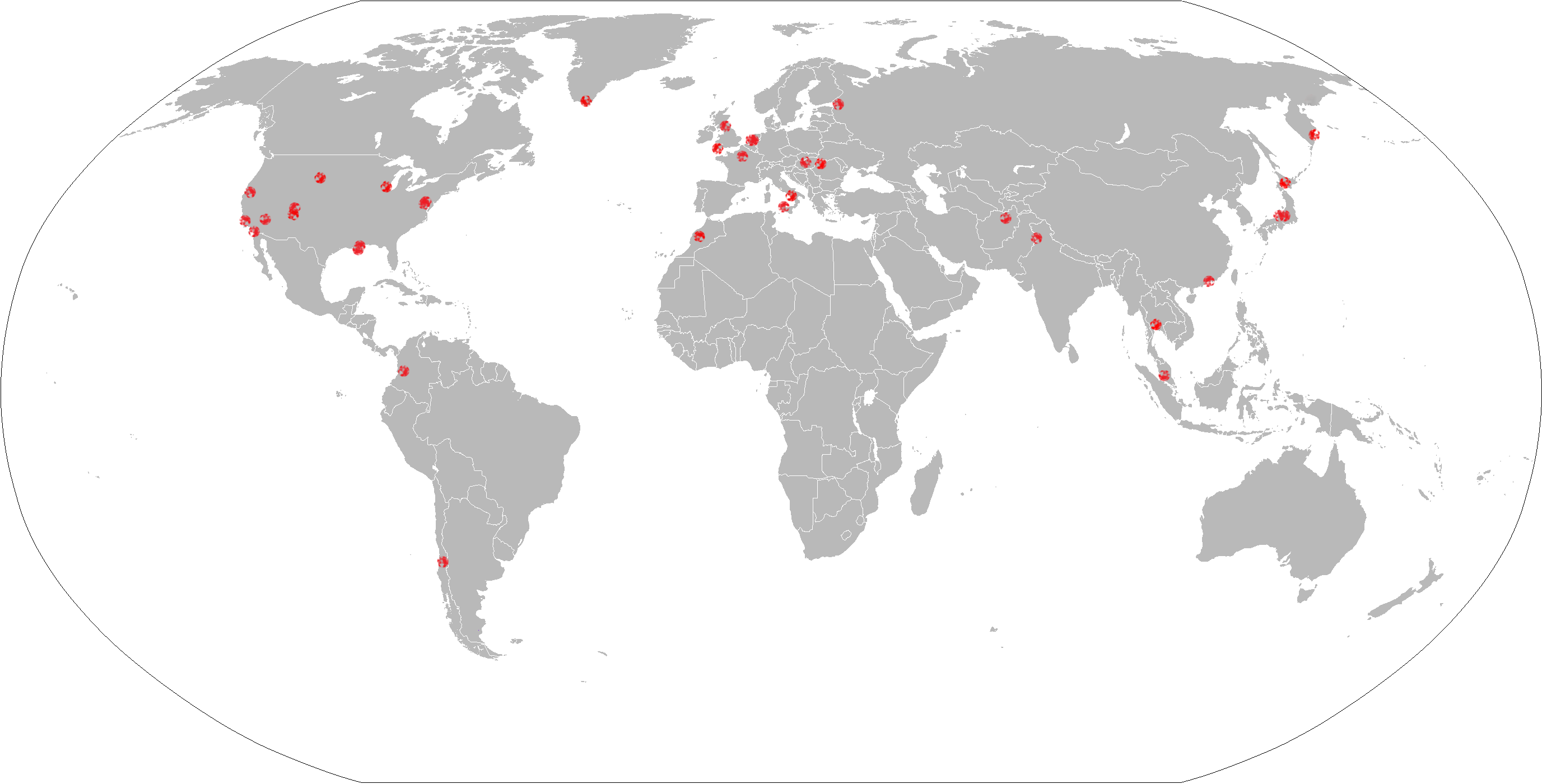
Mapa miejsc, w których Agent 47 wypełniał misje

#### Hitman: Codename 47
Po raz pierwszy Agent 47 pojawił się w grze Hitman: Codename 47. W trakcie gry, za pośrednictwem przerywników filmowych między kolejnymi misjami, wprowadzeń na początku każdej misji oraz listów, jakie gracz może odnaleźć na różnych etapach, wyjaśnione zostaje pochodzenie postaci. Agent 47, początkowo nazywany po prostu 47, został stworzony w wyniku procesu klonowania, z połączenia DNA pięciu różnych przestępców. Byli to: lider hongkońskiej triady Lee Hong, kolumbijski baron narkotykowy Pablo Belisario Ochoa, austriacki terrorysta Frantz Fuchs, kazachski międzynarodowy handlarz bronią Arkadij „Borys” Jegorow i prowadzący nielegalne eksperymenty na terenie Rumunii naukowiec Otto Wolfgang Ort-Meyer. Ten ostatni bezpośrednio odpowiada za stworzenie 47 i wielu innych klonów, które miały służyć piątce przestępców jako idealni żołnierze – nadludzko sprawni fizycznie, inteligentni i bezgranicznie wierni. W 1999 przestępcy stali się jednak bardziej roszczeniowi wobec Ort-Meyera, a relacje między nimi pogorszyły się. W związku z tym Ort-Meyer postanowił wyeliminować dawnych partnerów, wykorzystując w tym celu, jego zdaniem, swojego najlepszego klona. 47 budzi się w podziemiach rumuńskiego szpitala psychiatrycznego, nie pamiętając w pełni swojej przeszłości i nieświadomy planów Ort-Meyera. Przechodzi ostatnie szkolenie, po czym jego stwórca aranżuje jego ucieczkę. 47 postanawia związać się z tajną międzynarodową organizacją International Contract Agency (ICA), przyjmującą zlecenia płatnych zabójstw z całego świata. Jego kontrolerem zostaje Diana Burnwood. Od tego momentu uciekinier jest nazywany Agentem 47. Na polecenie agencji zabija kolejno Lee Honga, Pabla Belisaria Ochoę i Frantza Fuchsa. Gdy jednak ICA otrzymuje zlecenie na zabójstwo Arkadija Jegorowa, jej zarząd dochodzi do wniosku, że wszystkie cele były ze sobą w jakiś sposób powiązane. Okazało się, że Hong, Ochoa, Fuchs i Jegorow razem służyli w Legii Cudzoziemskiej, a ten ostatni sprzedawał broń pozostałym. Po zabójstwie Jegorowa agencja odkrywa, że zleceniodawcą wszystkich dotychczasowych celów Agenta 47 była ta sama osoba. ICA z reguły nie bierze udziału w większych wojnach, jednak po kontakcie ze zleceniodawcą rada dyrektorów godzi się na przyjęcie od niego ostatniego zlecenia. Klient nalega dodatkowo, aby zadanie wykonał ten sam agent, który wyeliminował pozostałe cele. Ostatnią osobą, którą ma zabić Agent 47, jest doktor Odon Kovacs, pracownik szpitala psychiatrycznego w Rumunii. Przed dokonaniem morderstwa zabójca rozpoznaje lekarza jako tego z igłą. Kovacs wyjaśnia, że był w niewielkim stopniu zaangażowany w eksperyment, w wyniku którego powstał Agent 47, a głównym twórcą był profesor Ort-Meyer. Dalszy los Kovacsa zależy od decyzji gracza. Zabójca schodzi do podziemi szpitala, aby odnaleźć swojego stwórcę, ale ten otoczył się armią uzbrojonych klonów kolejnej generacji. Agent 47 zabija wszystkie klony i odnajduje Ort-Meyera. Profesor ma zamiar zaatakować mordercę paralizatorem i wyczyścić mu pamięć, ale zanim mu się to udaje, płatny zabójca ciężko go rani. Kampania gry kończy się przerywnikiem filmowym, w którym agent zabija swojego stwórcę, skręcając mu kark.

#### Hitman 2: Silent Assassin

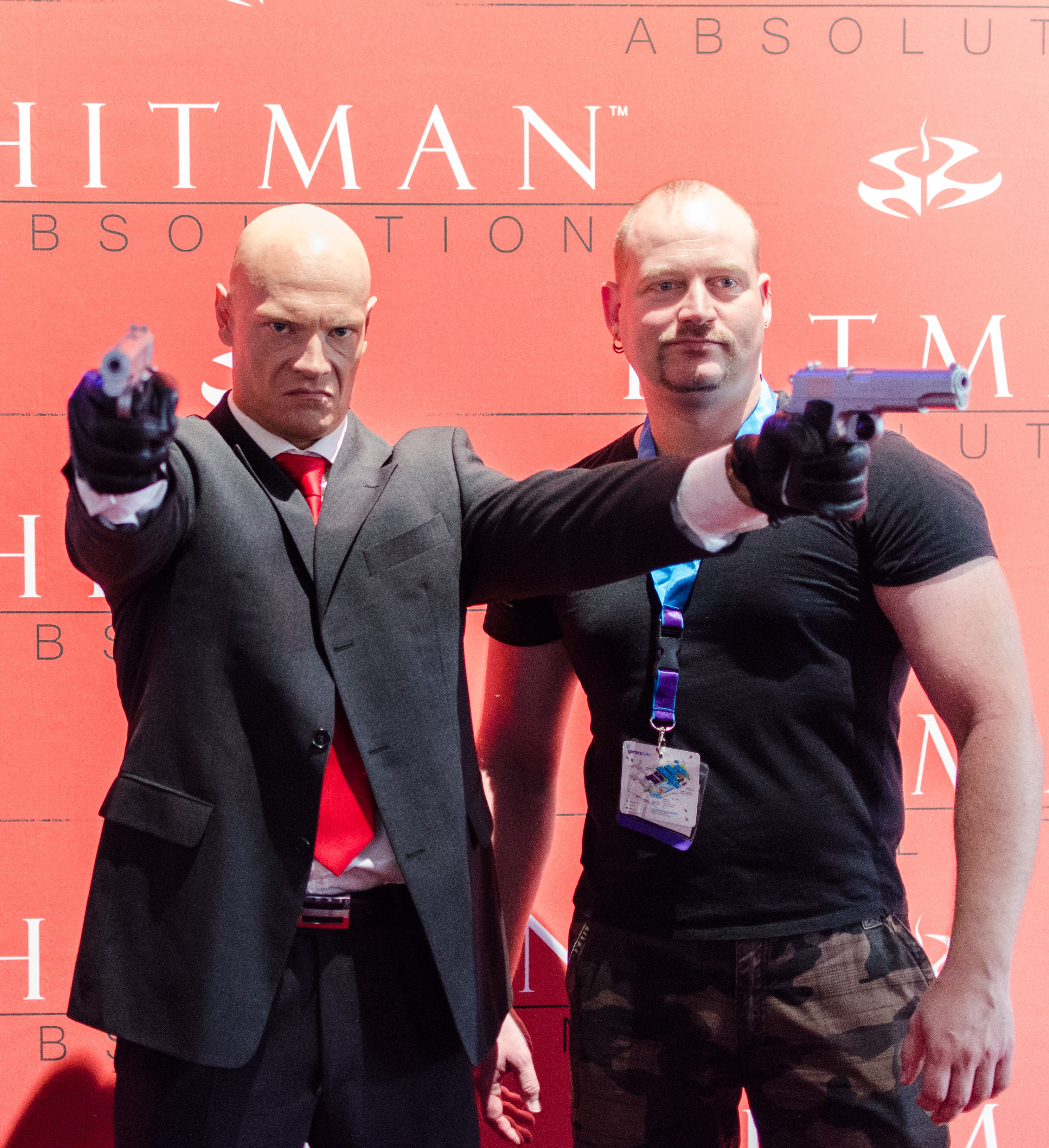
Model pozujący jako Agent 47 (z lewej) na konwencie Gamecon w 2012

Akcja gry Hitman 2: Silent Assassin ma miejsce w roku 2002. Agent 47 postanowił, że nie chce już zabijać i rozpoczyna nowe życie jako ogrodnik w sycylijskim kościele, gdzie zaprzyjaźnia się z proboszczem, ojcem Emilio Vittorio, i spowiada mu się z dokonanych morderstw. Na całym świecie Agent 47 jest traktowany jako legenda miejska. Krążą różne plotki na jego temat. Mówi się między innymi, że zginął lub przeszedł na emeryturę i żyje w luksusowych warunkach. W rzeczywistości oddał większość swoich pieniędzy Kościołowi. Przestępca Sergei Zaworotko odkrywa prawdę o agencie, badając śmierć swojego brata – zabitego przez Agenta 47 Arkadija Jegorowa. Zaworotko postanawia wykorzystać Agenta 47 do wyeliminowania swoich współpracowników i w ten sposób zapewnić sobie wyłączność na nielegalną sprzedaż rosyjskiej broni nuklearnej. Nakłania szefa sycylijskiej mafii, Giuseppe Guillani, do porwania ojca Vittorio i zażądania okupu w wysokości 500 tysięcy dolarów. Plan Zaworotko powodzi się. Agent 47, chcąc odzyskać przyjaciela, kontaktuje się z International Contract Agency i w zamian za informacje o miejscu, gdzie przebywa kapłan, godzi się wykonać kilka misji zleceń skrytobójstwa. Pokierowany przez agencję zabija Guillaniego, ale nie odnajduje księdza w celach. Diana Burnwood potwierdza, że według nagrań z satelity Vittorio został wyniesiony i zabrany przez czterech brodatych Rosjan w mundurach. ICA prowadzi dalsze poszukiwania księdza, a Agent 47 finansuje je wypełniając kolejne misje. Płatny morderca najpierw zabija czterech rosyjskich generałów i jednego szefa rosyjskiej mafii. Nie wie, że za zleceniami na nich stoi ta sama osoba – Sergei Zaworotko. Po kilku kolejnych misjach płatny zabójca godzi się z utratą przyjaciela i prosi o przerwanie dalszego finansowania poszukiwań z jego wypłaty oraz o podniesienie swojego standardowego wynagrodzenia o 50%. Diana Burnwood uprzedza, że to oznacza bardziej niebezpieczne misje, uchodzące za samobójcze. Gdy agenta zabija na zlecenie przywódcę kultu, Deewanna Ji, przyciąga uwagę mediów, które informują cały świat o znalezieniu broni jądrowej należącej do kultystów i odkrywają, że została ona sprzedana przez Sergeia Zaworotko. Przestępca jest niezadowolony z obrotu spraw i dochodzi do wniosku, że musi wyeliminować także zabójcę, którego nasłał na swoich współpracowników. W tym celu kontaktuje się z ICA i podając się za reprezentanta ONZ składa zlecenie na samego siebie. Agent 47 przybywa do Petersburga, ale zamiast Zaworotko odnajduje jego wysłannika – jednego z klonów stworzonych dawniej przez Ort-Meyera, Agenta 17. Płatny morderca zabija klona i odkrywa położenie jego mocodawcy. Powraca do kościoła ojca Vittorio i zabija obecnego tam Zaworotko oraz jego ludzi, którzy opanowali budynek. Po uwolnieniu kapłana Agent 47 składa mu obietnicę, że nie będzie już więcej zabijał i przyjmuje od niego w prezencie różaniec. Płatny morderca jednak opuszcza kościół i zostawia różaniec po drodze, wiedząc, że nie dotrzyma obietnicy.

#### Hitman: Kontrakty
W grze Hitman: Kontrakty Agent 47 zostaje postrzelony po jednej ze swoich misji. Atak wygląda na zaplanowany, nie spontaniczny. Na miejsce zostaje przysłany lekarz ICA, który ratuje agentowi życie. Po wszystkim płatny morderca ucieka i spotyka się osobiście z Dianą Burnwood, która informuje go, że coś złego dzieje się z agencją ICA. W międzyczasie Agent 47 wspomina swoją ucieczkę z laboratorium i różne poprzednie misje, w tym te z pierwszej części serii gier.

#### Hitman: Krwawa forsa
Fabuła gry Hitman: Krwawa forsa początkowo ma miejsce po wydarzeniach z Silent Assasin, ale przed wydarzeniami z Kontraktów. W 2004 Agent 47 dokonuje serii niepowiązanych ze sobą morderstw. 17 marca zabija aktora operowego Alvaro D’Alvade i ambasadora Stanów Zjednoczonych Richarda Delahunta. To właśnie ta misja bezpośrednio poprzedza postrzelenie agenta w Kontraktach. Gracz dowiaduje się, że za zamachem na agenta stał Alexander Cayne, przywódca grupy Koncesja, również specjalizującej się w płatnych morderstwach. Celem Cayne’a jest wyeliminowanie ICA, które jest dla niego konkurencją, powstrzymanie rządu USA przed legalizacją klonowania ludzi, i ulepszenie własnego tajnego programu klonowania. Od tego momentu różni członkowie Koncesji próbują wyeliminować Agenta 47 w trakcie wykonywanych przez niego misji. ICA zostaje zinfiltrowane i z upływem czasu traci kolejnych agentów w tajemniczych okolicznościach. Diana Burnwood nabiera podejrzeń, że ktoś chce zniszczyć agencję. 15 sierpnia 2005 informuje Agenta 47, że oboje są ostatnimi żyjącymi osobami związanymi z ICA i agencja wkrótce zostanie zamknięta. Dzieli się pozostałymi pieniędzmi posiadanymi przez agencję z płatnym mordercą i wysyła go na ostatnią misję. Po jej wykonaniu, Agent 47, w zamian za odpowiednie wynagrodzenie, zostaje namówiony przez znanego mu agenta Smitha z CIA do udaremnienia zaaranżowanego przez Cayne’a zamachu na prezydenta Stanów Zjednoczonych. Wkrótce Diana Burnwood odwiedza agenta w jego kryjówce, twierdząc, że ma plan uratowania ich obu. Nagle znienacka wbija w ramię agenta strzykawkę, która go powala. Potem Burnwood udaje się do Alexandra Cayne’a, aby zgłosić, że pomyślnie zabiła płatnego mordercę. Cayne organizuje tajny pogrzeb agenta, w trakcie którego ma on zostać skremowany. Potajemnie zaprasza na pogrzeb tylko jednego reportera, którego przekonuje, że jego prawdziwym celem jest powstrzymanie programu klonowania z powodu wiążącego się z nim niebezpieczeństwa, którego Agent 47 jest przykładem. Na pogrzebie pojawia się też Diana, która kładzie na ciele agenta pistolety, po czym opuszcza teren. Okazuje się, że strzykawka, którą wbiła w ciało 47 tylko czasowo wstrzymała jego oznaki życia. Agent wybudza się, zabija wszystkich świadków jego pochówku i ucieka pod fałszywą tożsamością do Azji. Ponieważ konkurencja została wyeliminowana, ICA wznawia swoją działalność, a jej aktywa zostają przywrócone.

#### Hitman: Rozgrzeszenie

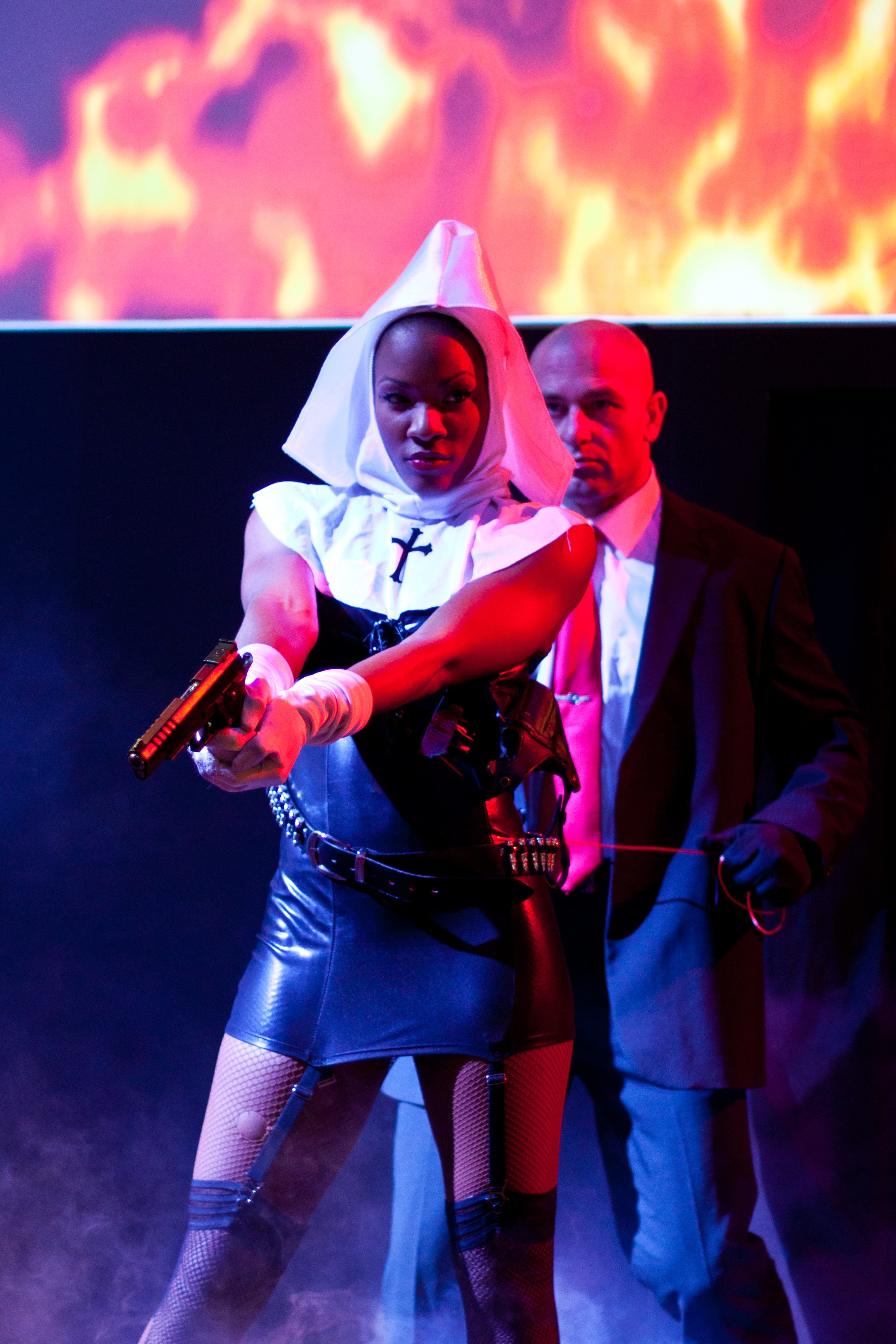
Odegranie zabicia jednej ze Świętych przez Agenta 47 na konwencie Paris Games Week w 2012

W grze Hitman: Rozgrzeszenie kierownik ICA, Benjamin Travis, zleca Agentowi 47 zabicie Diany Burnwood, którą oskarża o zdradę agencji. Zabójca ciężko rani swój cel z pistoletu, ale nie potrafi się przełamać, aby ją zabić. Ranna informuje agenta, że ICA prowadzi własny program klonowania, podobny do tego, w wyniku którego powstał sam Agent 47. Agencja stworzyła dziewczynkę o imieniu Victoria, którą więziła i kłuła strzykawkami, aby ją ulepszyć. Victoria została stworzona z inicjatywy Travisa, bez zgody i wiedzy kierownictwa agencji. Burnwood pomogła dziewczynce uciec i ukryć się. Dlatego Travis zlecił wyeliminowanie jej. Agent 47, pamiętając własne przeżycia z czasów dorastania w laboratorium, przyznaje słuszność postępowania swojej dawnej kontrolerce i oszczędza ją. Następnie odszukuje sklonowaną dziewczynkę i ukrywa ją w sierocińcu prowadzonym przez siostry zakonne. Na znak zdystansowania się wobec swojej przeszłości, odcina sobie skalpelem skórę na potylicy, gdzie znajdował się jego kod kreskowy. Następnie podejmuje działania w celu zyskania informacji dlaczego agencji tak bardzo zależy na Victorii. Przy okazji dowiaduje się, że jest więcej osób, które chcą przejąć kontrolę nad dziewczynką. Jeden z nich, przedsiębiorca Blake Dexter, porywa Victorię z sierocińca. Tymczasem Travis zleca swoim specjalnym agentkom, zwanym Świętymi, zabójstwo Agenta 47. Kolejne misje protagonisty gry polegają na wyeliminowaniu Świętych, Dextera oraz jego gangu, a także Benjamina Travisa i wiernych mu podwładnych. Po tych wydarzeniach Diana Burnwood adoptuje bezpieczną już Victorię i wita Agenta 47 z powrotem w ICA.

#### Hitman (2016)
Szósta gra z serii, Hitman, zaczyna się od pierwszej wizyty Agenta 47 w International Contract Agency w 1999. W ramach treningu 47 musi ukończyć symulowane misje. Ówczesny szef zarządu ICA, Erich Soders, widzi jednak w kandydacie na członka agencji zagrożenie i aby go powstrzymać, przygotowuje dla niego niestandardowo trudny test. Diana Burnwood kontaktuje się z 47 w trakcie jego egzaminu i pomaga mu zdać pomyślnie. Kolejne wydarzenia w grze mają miejsce po tych z Hitman: Rozgrzeszenie. Agent 47 wykonuje szereg misji, które okazały się ze sobą powiązane. Tajemniczy klient manipuluje osobami trzecimi (między innymi MI6 i rodziną ofiary jednego z celów) w taki sposób, aby zgłaszały się do ICA ze zleceniami na osoby, których Tajemniczy klient chce się pozbyć. Gdy agencja odkrywa to powiązanie, jej zarząd postanawia zlikwidować tajemniczego klienta i jego kluczowych bojowników. Zarząd był podzielony w sprawie tej decyzji, ale Erich Soders nalegał i przekonał pozostałych członków zarządu. Agent 47 realizuje tę misję i w trakcie ucieczki odkrywa kryjówkę tajemniczego klienta. Badając ją zdaje sobie sprawę, że żaden z wyznaczonych mu celów nie był tajemniczym klientem, choć faktycznie byli oni jego bojówkarzami. Odkrywa także, że tajemniczy klient jest świadomy istnienia oraz działalności Agenta 47, a jego celem jest walka z uważaną za legendę miejską organizacją Providence, kontrolującą wystarczająco dużo ważnych osób, aby sprawować faktyczną władzę nad światem. Co więcej, Providence zinfiltrowało ICA, a Erich Soders jest ich agentem. Ostatnią misją Agenta 47 jest zabójstwo Ericha Sodersa. Gra kończy się przerywnikiem filmowym, w trakcie którego jeden z agentów Providence próbuje zwrócić Dianę Burnwood przeciwko Agentowi 47 i obiecuje ujawnić jej niepokojące tajemnice związane z płatnym mordercą.

#### Hitman 2 (2018)
W grze Hitman 2 początkowo ICA współpracuje z Providence. Obie organizacje chcą powstrzymać tajemniczego klienta (który zlecał morderstwa w poprzedniej części gry). W końcu Providence identyfikuje klienta jako Lucasa Graya. Agent 47 odnajduje go w Rumunii, w tym byłym laboratorium Doktora Ort-Meyera. Po krótkiej rozmowie Agent 47 rozpoznaje w swoim celu przyjaciela z dzieciństwa, stworzonego w tym samym laboratorium, również przez Ort-Meyera. Wówczas Gray nazywał się Obiekt 6. W dzieciństwie 47 i 6 poprzysięgli dokonać zemsty na tych, którzy uczynili z nich zabójców. Choć Diana Burnwood jest początkowo nieprzychylna współpracy, zgadza się za namową Agenta 47 zataić tożsamość i położenie Graya.
Lucas Gray ujawnia, że Ort-Meyer był członkiem organizacji Providence, a Agent 47, jako najzdolniejszy klon, został przedstawiony przywódcy tej organizacji, zwanemu Stałą, ale pamięć przyszłego płatnego zabójcy została wyczyszczona. Gray podaje mu antidotum, przywracające wspomnienia. Agent 47 przypomina sobie, że Stałą Providence był wówczas agent KGB o pseudonimie Janus. Diana Burnwood preparuje zlecenie dla ICA na Janusa, aby Agent 47 mógł zgodnie z regulaminem zabić go i przeszukać jego dom w poszukiwaniu wskazówek. Agent pomyślnie wykonuje zlecenie.
Podążając za wskazówkami, Agent 47 udaje się na wyspę Sgàil, gdzie odnajduje i porywa aktualną Stałą Providence. Jest to ta sama osoba, z którą Diana Burnwood spotkała się na końcu poprzedniej części gry. Uprowadzony ujawnia, że organizacja jest złożona z trzech wpływowych rodzin. Agent 47 przymierza się do likwidacji wpływowych członków organizacji, a Stała zdradza Burnwood niepokojące tajemnice związane z jej podopiecznym. Okazuje się, że Agent 47 był mordercą jej rodziców.

### Inne wystąpienia
Agent 47 pojawił się także w dwóch mniejszych grach komputerowych, spoza głównej serii. Były to Hitman: Wyzwanie Snajpera z 2012, w której płatny morderca wykonuje szereg misji snajperskich, i strategiczna gra turowa Hitman GO z 2014.
Eidos Interactive dwukrotnie wykorzystało wizerunek agenta w grach mobilnych: w 2006 w pokerowej grze Lara Croft’s Poker Party i w 2015 w Hitman: Sniper, której tematem przewodnim były misje snajperskie.
Był głównym bohaterem dwóch filmów: Hitman z 2007 i Hitman: Agent 47 z 2015. Był także głównym bohaterem dwóch powieści: Hitman: Enemy Within Williama C. Dietza i Hitman: Potępienie Raymonda Bensona. Od listopada 2017 do czerwca 2018 ukazywała się seria komiksów w sześciu tomach o nazwie Agent 47: Birth of the Hitman wydawana przez Dynamite Entertainment.

## Odbiór
W 2012 serwis GamesRadar umieścił Agenta 47 na czterdziestym siódmym miejscu na liście 100 najlepszych postaci z gier komputerowych, w 2008 na 4. miejscu listy 7 najlepszych skrytobójców z gier, a w 2014 kod kreskowy Agenta 47 znalazł się na 6. miejscu top 19 tatuaży z gier.
Serwis IGN umieścił garotę Agenta 47 z gry Hitman: Codename 47 na 94. miejscu na liście 100 najlepszych broni w grach komputerowych, a samą postać na czwartym miejscu na liście najbardziej niesławnych antybohaterów z gier w 2012.
Internetowy portal powiązany z gazetą The Daily Telegraph w 2009 umieścił Agenta 47 na trzecim miejscu na liście Top 10. antybohaterów z gier, a w 2011 na 7. miejscu najlepszych skrytobójców z gier.
Amerykański wrestler Low Ki w 2017 przyznał, że wzorował swój najnowszy wówczas gimmick na postaci Agenta 47.